# Dulovo (Bulgária)
Dulovo (búlgaro: Дулово) é uma cidade da Bulgária, localizada no distrito de Silistra. A sua população era de 6,621 habitantes segundo o censo de 2010.

## População
| Dulovo | Dulovo | Dulovo | Dulovo | Dulovo | Dulovo | Dulovo | Dulovo | Dulovo | Dulovo | Dulovo | Dulovo | Dulovo | Dulovo | Dulovo | Dulovo | Dulovo | Dulovo | Dulovo | Dulovo |
| --- | ------ | ------ | ------ | ------ | ------ | ------ | ------ | ------ | ------ | ------ | ------ | ------ | ------ | ------ | ------ | ------ | ------ | ------ | ------ |
| Ano | 1887   | 1910   | 1934   | 1946   | 1956   | 1965   | 1975   | 1985   | 1992   | 2001   | 2002   | 2003   | 2004   | 2005   | 2006   | 2007   | 2008   | 2009   | 2010   |
| População |        |        |        |        |        | 8 048  | 9 894  | 10 950 | 7 618  | 6 997  | 7 001  | 6 942  | 6 907  | 6 855  | 6 800  | 6 766  | 6 717  | 6 652  | 6 621  |
| Fontes: Instituto Nacional de Estatísticas, „citypopulation.de“, „pop-stat.mashke.org“, Bulgarian Academy of Sciences |        |        |        |        |        |        |        |        |        |        |        |        |        |        |        |        |        |        |        |